# Jenny Slate

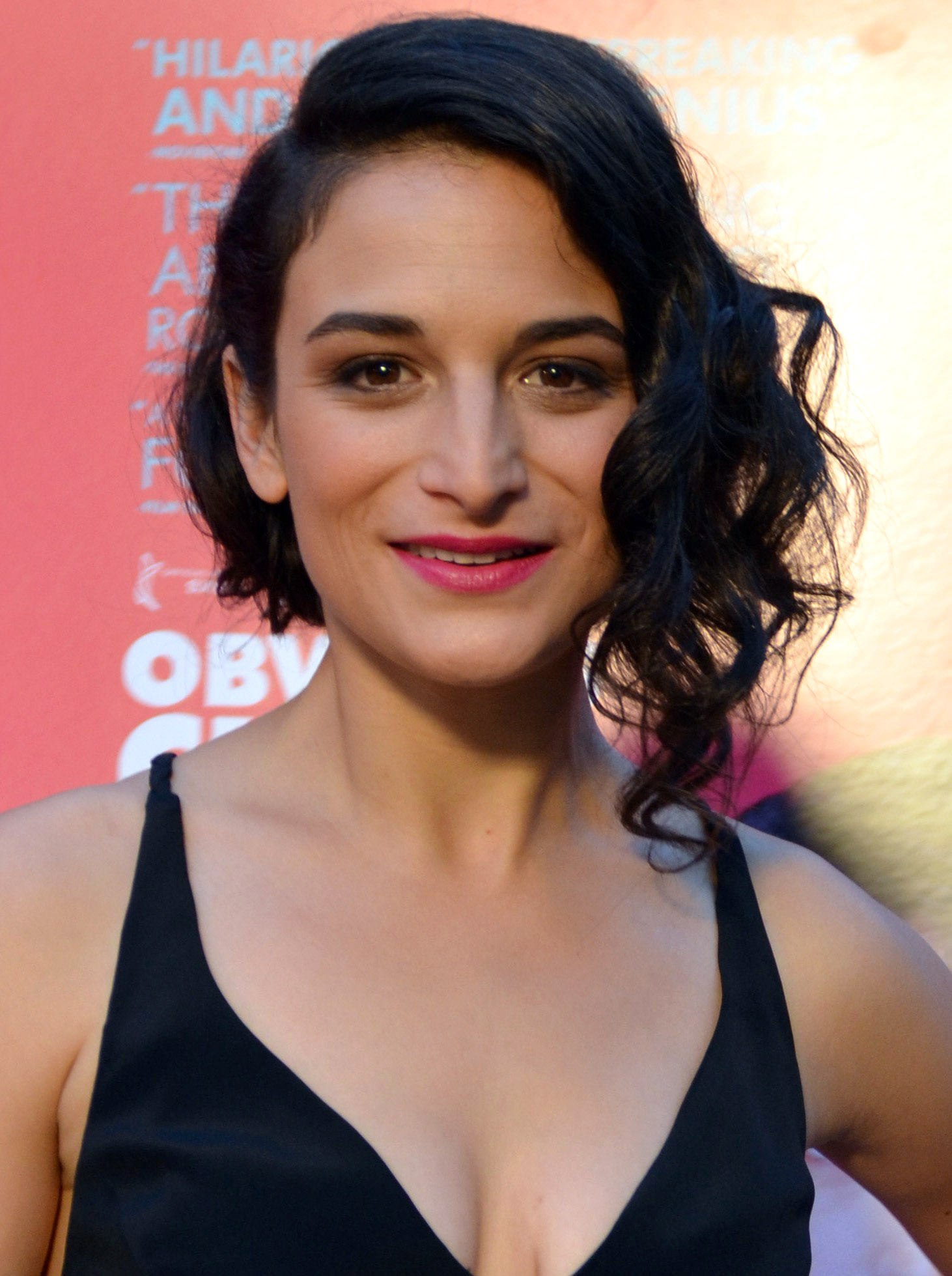
Jenny Slate (2014)

Jenny Sarah Slate (* 25. März 1982 in Milton, Massachusetts) ist eine US-amerikanische Schauspielerin, Stand-up-Komikerin, Synchronsprecherin und Drehbuchautorin.

## Leben
Slate wurde 1982 als zweite von drei Töchtern des Schriftstellers Ron Slate und der Keramikerin Nancy Slate  (geborene Gilson) in eine jüdische Familie geboren. Während ihres Studiums an der Columbia University von 2000 bis 2004 wurde sie Teil der Improv-Gruppe Fruit Paunch und lernte Gabe Liedman kennen, mit dem sie später das Comedy-Duo Gabe & Jenny gründete.
Während eines Auftritts am Upright Citizens Brigade Theatre in New York wurde sie von einem Mitarbeiter von Saturday Night Live (SNL) entdeckt und für die Show engagiert. Sie trat von 2009 bis 2010 bei SNL auf. Danach folgen zahlreiche Auftritte in Fernsehsendungen und Filmen.
2010 produzierte sie den animierten Kurzfilm Marcel the Shell with Shoes On, für den sie auch als Drehbuchautorin und Synchronsprecherin fungierte. Der Film entwickelte sich im Netz zu einem kleinen Viralhit und zog die Fortsetzung Marcel the Shell with Shoes on, Two und Three nach sich.
Seit dem Jahr 2012 war sie für die Zeichentrickserie Bob’s Burgers als Synchronsprecherin tätig. Im gleichen Jahr übernahm sie eine Rolle als Sprecherin im Animationsfilm Der Lorax.
Sie war von 2012 bis 2016 mit dem Filmeditor und Regisseur Dean Fleischer Camp verheiratet.

## Filmografie (Auswahl)
- 2007: Honesty (Fernsehserie, eine Episode)
- 2008: The Whitest Kids U'Know (Fernsehserie, eine Episode)
- 2009: Late Night with Jimmy Fallon (Fernsehshow, 8 Episoden)
- 2009: Brothers (Fernsehserie, 2 Episoden)
- 2009–2010: Saturday Night Live (Fernsehshow, 22 Episoden)
- 2009–2010: Bored to Death (Fernsehserie, 5 Episoden)
- 2010: Marcel the Shell with Shoes On (Kurzfilm, Stimme, auch Drehbuch)
- 2011: Alvin und die Chipmunks 3: Chipbruch (Alvin and the Chipmunks: Chipwrecked)
- 2012: Das gibt Ärger (This Means War)
- 2012: Der Lorax (The Lorax, Stimme)
- 2012: Girls (Fernsehserie, eine Episode)
- 2012: Raising Hope (Fernsehserie, 2 Episoden)
- seit 2012: Bob’s Burgers (Fernsehserie, Stimme)
- 2013: Catherine (Fernsehserie, 12 Episoden, auch Drehbuch)
- 2013: Hello Ladies (Fernsehserie, 4 Episoden)
- 2013: Pulling (Fernsehfilm)
- 2013–2015: House of Lies (Fernsehserie, 11 Episoden)
- 2013–2015: Parks and Recreation (Fernsehserie, 10 Episoden)
- 2013–2016: Drunk History (Fernsehserie, 3 Episoden)
- 2013–2015: Kroll Show (Fernsehserie, 14 Episoden)
- 2014: Obvious Child
- 2014: Liebe to Go – Die längste Woche meines Lebens (The Longest Week)
- 2014: Marcel the Shell with Shoes On, Thre
- 2014: Catherine (Kurzfilm)
- 2014–2015: Married (Fernsehserie, 14 Episoden)
- 2015: Digging for Fire
- 2015–2019: Star gegen die Mächte des Bösen (Star vs. the Forces of Evil, Fernsehserie, 25 Episoden, Stimme)
- 2016: Feuer im Kopf (Brain on Fire)
- 2016: Joshy – Ein voll geiles Wochenende (Joshy)
- 2016: My Blind Brother
- 2016: Zoomania (Zootopia, Stimme von Dawn Bellwether)
- 2016: Pets (The Secret Life of Pets, Stimme)
- 2016–2017: Lady Dynamite (Fernsehserie, 4 Episoden)
- 2016–2017: Adventure Time – Abenteuerzeit mit Finn und Jake (Adventure Time, Fernsehserie, 3 Episoden, Stimme)
- 2017: Landline
- 2017: Der Polkakönig (The Polka King)
- 2017: The LEGO Batman Movie (Stimme im Original)
- 2017: Begabt – Die Gleichung eines Lebens (Gifted)
- 2017: Aardvark
- 2017: Ich – Einfach unverbesserlich 3 (Despicable Me 3)
- 2017: Comrade Detective (Fernsehserie, 6 Episoden, Stimme)
- 2017–2023: Big Mouth (Fernsehserie, 54 Episoden, Stimme)
- 2018: Hotel Artemis
- 2018: Venom
- 2018: Muppet Babies (Fernsehserie, 69 Episoden, Stimme)
- 2019: Die Simpsons (The Simpsons, Fernsehserie, eine Episode, Stimme)
- 2019: The Sunlit Night
- 2019: Pets 2 (The Secret Life of Pets 2, Stimme)
- 2020: Elena von Avalor (Elena of Avalor, Fernsehserie, eine Episode, Stimme)
- seit 2021: The Great North (Fernsehserie, Sprechrolle)
- 2021: Marcel the Shell with Shoes On
- 2022: I Want You Back
- 2022: Everything Everywhere All at Once
- 2024: Nur noch ein einziges Mal (It Ends with Us)
- 2025: The Electric State (Stimme)
- 2025: Dying for Sex (Miniserie, 8 Episoden)